# フジテレビ系列朝の情報番組枠
フジテレビ系列朝の情報番組枠（フジテレビけいれつあさのじょうほうばんぐみわく）とは、フジテレビをはじめとするFNS系列で、毎日朝に放送されている情報番組の一覧のことである。

## 各番組の歴史

### 平日
平日の情報番組の歴史は古く、『小川宏ショー』開始1年後の1966年10月に開始した『インフォメーションジョッキー 起きてますか』が初。だがわずか半年で『園井啓介セブンショー』（半年で園井啓介降板後は『セブンショー』へ改題）へ変更するも、1年放送した所で長期の中断となる。
それから21年後の1989年4月、『FNNモーニングコール』の後半が独立する形で『トークシャワー』がスタート。以降『朝だ!どうなる』が終了する1991年3月まで、報道局制作のニュース枠とは別ラインで制作・放送される。1991年4月以降は再度ニュース枠となったが、1993年10月にニュース枠を短縮し、子供番組『ひらけ!ポンキッキ』の視聴者層を小中学生まで拡大させ、情報番組の要素を内包した『SUPER KIDS ZONE ポンキッキーズ』を立ち上げ、半年間放送している。
報道・情報・スポーツ・編成・制作など局内の垣根を越えた横断プロジェクトを設置し、加えてFNS各局の共同制作体制を構築するため、系列各局が編成していた同時間帯のローカルワイド番組はほぼ廃止され、1994年4月に『めざましテレビ』が開始された。

### 土曜日
土曜朝の情報番組は1997年4月改編の『めざましテレビ週末号』より参入する。翌年1998年4月には『THE WEEK』と統合し、『晴れたらイイねッ!』『いつでも笑みを!』を内包した『土曜一番!花やしき』となる。
しかし2000年4月改編で『ポンキッキーズ』が金曜夕方から枠移動することになり、朝6 - 7時台の情報番組は一旦廃枠される。その後2003年10月に『めざましどようび』を立ち上げて再参入した。

### 日曜日
日曜朝の情報番組は1986年4月改編の『日曜TOP情報』より参入する。1992年4月改編で『報道2001』が開始となり、『日曜TOP情報』は7:30 - 8:00から45分繰り上げの6:45 - 7:15に移動し、日曜には2本情報番組が放送されることになる。1994年3月をもって『日曜TOP情報』が終了し、同年4月改編で『報道2001』のみとなる。2008年9月をもって『報道2001』が終了し、同年4月改編で『新報道2001』にリニューアルされる。
2018年4月改編で『新報道2001』が終了し、BSフジ双方でニュース番組を『プライムニュース』としてブランドを統一した上でリニューアルした『報道プライムサンデー』が開始された。
2019年4月改編で『報道プライムサンデー』が終了し、『日曜報道 THE PRIME』が開始された。

## 主な番組

### 平日
- インフォメーションジョッキー 起きてますか（1966年10月3日 - 1967年3月31日）
- 園井啓介セブンショー（1967年4月3日 - 9月29日）
- セブンショー（1967年10月2日 - 1968年3月29日）
  - 1968年4月 - 1989年3月はアニメ再放送や子供番組（『ママとあそぼう!ピンポンパン』など）のため廃枠。
- トークシャワー（1989年4月3日 - 1990年3月30日）
- グッドモーニングジャパン（1990年4月2日 - 6月29日）
- アンテナホット7（1990年7月2日 - 9月28日）
- ニュース&ウェザー（第1期）（1990年10月1日 - 11月2日）
- 朝だ!どうなる（1990年11月5日 - 1991年3月29日）
  - 1991年4月 - 1993年9月は報道番組枠と再統合して廃枠。
- SUPER KIDS ZONE ポンキッキーズ（1993年10月1日 - 1994年3月31日、子供向け情報番組）
- めざましテレビ（1994年4月1日 - ）

### 週末
土曜日
- めざましテレビ週末号（1997年10月4日 - 1998年3月28日）
- 土曜一番!花やしき（1998年4月4日 - 2000年3月25日） 
  - 2000年4月 - 2003年9月は『FNNニュース』に役割を譲って廃枠。
- めざましどようび（2003年10月4日 - ）

日曜日
- 日曜TOP情報（1986年4月6日 - 1994年3月27日）
- 報道2001（1992年4月5日 - 2008年9月28日）
- 新報道2001（2008年10月5日 - 2018年4月1日）
- 報道プライムサンデー（2018年4月8日 - 2019年3月31日）
- 日曜報道 THE PRIME（2019年4月7日 - ）

### 番組の移り変わり
| 期間    | 期間    | 平日                                      | 土曜日               | 日曜日                 |
| ------- | ------- | ----------------------------------------- | -------------------- | ---------------------- |
| 1966.10 | 1967.3  | インフォメーションジョッキー 起きてますか | （なし）             | （なし）               |
| 1967.4  | 1967.9  | 園井啓介セブンショー                      | （なし）             | （なし）               |
| 1967.10 | 1968.3  | セブンショー                              | （なし）             | （なし）               |
| 1968.4  | 1986.3  | （なし）                                  | （なし）             | （なし）               |
| 1986.4  | 1989.3  | （なし）                                  | （なし）             | 日曜TOP情報            |
| 1989.4  | 1990.3  | トークシャワー                            | （なし）             | 日曜TOP情報            |
| 1990.4  | 1990.6  | グッドモーニングジャパン                  | （なし）             | 日曜TOP情報            |
| 1990.7  | 1990.9  | アンテナホット7                           | （なし）             | 日曜TOP情報            |
| 1990.10 | 1990.10 | ニュース&ウェザー（第1期）                | （なし）             | 日曜TOP情報            |
| 1990.11 | 1991.3  | 朝だ!どうなる                             | （なし）             | 日曜TOP情報            |
| 1991.4  | 1992.3  | （なし）                                  | （なし）             | 日曜TOP情報            |
| 1992.4  | 1993.9  | （なし）                                  | （なし）             | 日曜TOP情報 / 報道2001 |
| 1993.10 | 1994.3  | SUPER KIDS ZONE ポンキッキーズ            | （なし）             | 日曜TOP情報 / 報道2001 |
| 1994.4  | 1997.9  | めざましテレビ                            | （なし）             | 報道2001               |
| 1997.10 | 1998.3  | めざましテレビ                            | めざましテレビ週末号 | 報道2001               |
| 1998.4  | 2000.3  | めざましテレビ                            | 土曜一番!花やしき    | 報道2001               |
| 2000.4  | 2003.9  | めざましテレビ                            | （なし）             | 報道2001               |
| 2003.10 | 2008.9  | めざましテレビ                            | めざましどようび     | 報道2001               |
| 2008.10 | 2018.3  | めざましテレビ                            | めざましどようび     | 新報道2001             |
| 2018.4  | 2019.3  | めざましテレビ                            | めざましどようび     | 報道プライムサンデー   |
| 2019.4  | 現在    | めざましテレビ                            | めざましどようび     | 日曜報道 THE PRIME     |